# Marc Grond
Marc Grond (* 1955 im Großherzogtum Luxemburg; † 30. April 1999 ebendort) war ein luxemburger Erzieher und Homosexuellen-Aktivist.
Er war ein Pionier auf dem Gebiet des Homosexuellen-Aktivismus im Großherzogtum, der erste Luxemburger, der offen im Fernsehen von seiner Homosexualität und seiner Aids-Erkrankung sprach.
In Luxemburg gibt es eine Gedenktafel und eine Bibliothek, die nach ihm benannt ist.

## Leben und Wirken
Marc Grond litt als Kind an Kinderlähmung, eine Erkrankung, die im späteren Leben noch Auswirkungen hatte, denn sie bescherte ihm ein lebenslang schwaches Immunsystem.
Beruflich war Marc Grond als Erzieher in der Behindertenhilfe tätig.
Mit einer Frau ging er eine Scheinehe ein, um eine Vererbung seines Besitzes nach seinem Tod an seine Familie zu verhindern.
Am 30. April 1999 starb er im Alter von 43 Jahren an den Folgen seiner Aids-Erkrankung.

## Aktivismus
Marc Grond setzte sich sehr dafür ein, die Situation für Homosexuelle in Luxemburg zu verbessern. Zunächst war er Mitbegründer der Initiative Homosexualität Luxemburg. Es folgte die Mitbegründung der Arbeitsgruppe Homosexualität innerhalb der Gruppe Spackelter, eine Gruppe von Menschen, die für soziale Verbesserungen im Großherzogtum eintraten.
Grond war außerdem Mitglied der Gruppe Stop Aids now e.V. und Begründer und Moderator der Sendung „XL- den Infomagazin fir Homosexueller“ bei Radio Ara, wo er über Aktionen, Veranstaltungen der Szene berichtete. Weiterhin war er Mitbegründer und erster Präsident der Gruppe Rosa Letzebuerg. 1987 gründete er eine Hotline innerhalb der Initiativgruppe Homosexualität Luxemburg, wo sich Homosexuelle bei Fragen oder Problemen hinwenden konnten. Ebenfalls war er Mitglied der Arbeitsgruppe Homosexualität in der Partei Déi Gréng (Die Grünen Luxemburg).
Die Medien berichteten viel über den Aktivisten, so auch das luxemburgische Fernsehen, das regelmäßig Berichte über seine Aktionen brachte und ein Interview führte, das es ihm als erstem Luxemburger im 20. Jahrhundert ermöglichte, offen im Fernsehen über seine Homosexualität und seine Aidserkrankung zu sprechen. Auch eine Langzeitdokumentation über ihn wurde im Fernsehen ausgestrahlt.
Sein Engagement führte dazu, dass in Luxemburg der Paragraph 320 restlos gestrichen wurde, der von 1971 bis 1992 rechtsgültig war. Damit wurde das Schutzalter einheitlich für alle Gruppen - Hetero- wie homosexuelle - auf sechzehn Jahre festgelegt. Vorher waren Homosexuelle benachteiligt worden. Stattdessen mündete sein Engagement in einem Gesetz gegen Rassismus und Diskriminierung in Luxemburg.
2004 wurde unter dem damaligen Justizminister Luc Frieden die gleichgeschlechtliche Ehe eingeführt, ein später Erfolg, der dem Engagement von Grond zuzuschreiben ist.

## Bibliothek
In Luxemburg-Stadt befindet sich die in Luxemburg einzigartige Bibliothek mit homosexueller und queerer Literatur, die auf den Beständen von Grond aufbaut. Dort befinden sich Bücher in vier Sprachen, so in Letzeburgisch, Englisch, Deutsch und Französisch. Bisher besteht die ständig erweiterte Bibliothek aus rund 1300 Büchern und steht allen Bürgern von Luxemburg offen. Die Bibliothek ist nach Marc Grond benannt und an einer Außenwand ist eine Gedenktafel für den Aktivisten angebracht.